# ترمیم جفت‌شدن ناجور دی‌ان‌ای

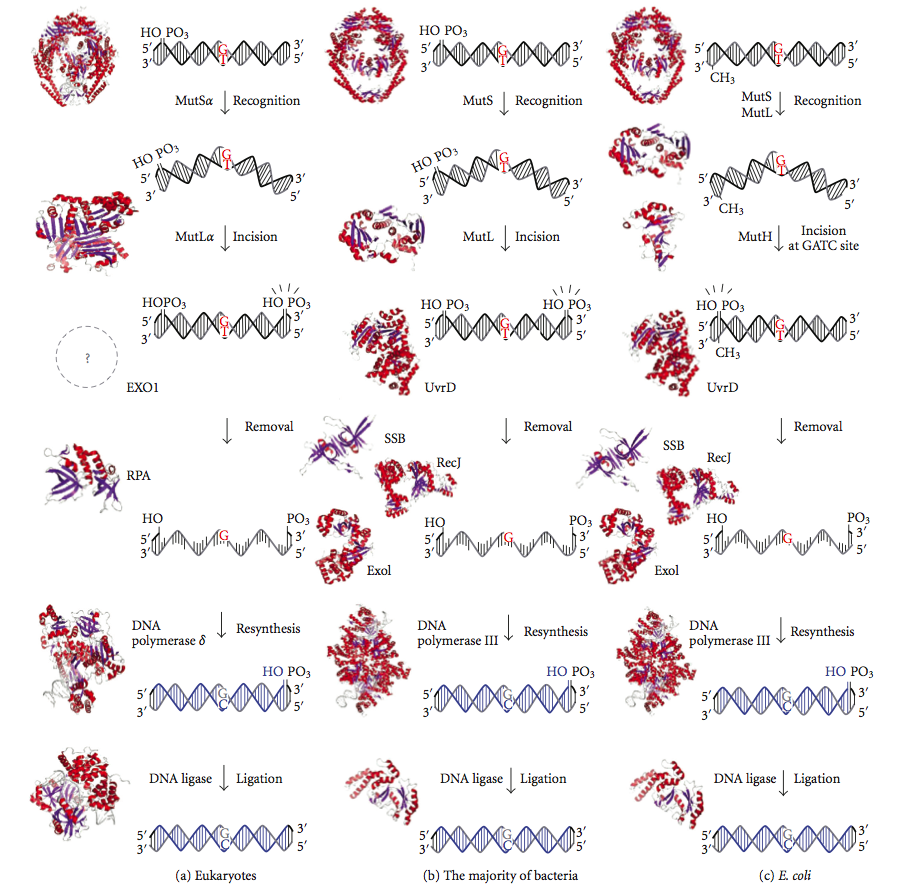
نمودار مسیرهای جفت‌شدن ترمیم ناجور DNA. ستون اول ترمیم جفت‌شدگی ناجور را در یوکاریوت‌ها نشان می‌دهد، در حالی که ستون دوم بازسازی در اکثر باکتری‌ها را نشان می‌دهد. ستون سوم ترمیم جفت‌شدگی ناجور، به ویژه در E. coli را نشان می‌دهد.

ترمیم جفت‌شدن ناجور دی‌ان‌ای (به انگلیسی: DNA mismatch repair (MMR))، یا تعمیر ناجوری دی‌ان‌ای سیستمی برای شناسایی و بازسازی درج، حذف و ترکیب نادرست بازهای نوکلئوتیدی است که می‌تواند در طول همانندسازی و نوترکیبی دی‌ان‌ای ایجاد شود، و همچنین بازسازی برخی از شکل‌های آسیب دی‌ان‌ای انجام شود.
هر رویداد جهشی که ساختار ابرمارپیچ دی‌ان‌ای را مختل کند، پتانسیل به خطر انداختن ثبات ژنتیکی یک سلول را به همراه دارد. این واقعیت که سیستم‌های تشخیص و بازسازی آسیب به اندازه خود ماشین‌های تکثیر پیچیده هستند، اهمیت فرگشت را به وفاداری دی‌ان‌ای نشان می‌دهد.

### اجزای MMR در انسان
در انسان، هفت پروتئین ترمیم جفت‌شدن ناجور دی‌ان‌ای (MMR) (MLH1، MLH3، MSH2، MSH3، MSH6، PMS1 و PMS2) به‌طور هماهنگ در مراحل متوالی برای آغاز ترمیم جفت‌شدن ناجور دی‌ان‌ای کار می‌کنند. علاوه بر این، مسیرهای فرعی MMR وابسته به Exo1 و مستقل از Exo1 وجود دارد.
دیگر فرآورده‌های ژنی دخیل در جفت‌شدن ناجور (پس از آغاز توسط ژن‌های MMR) در انسان عبارتند از دی‌ان‌ای پلیمراز دلتا، PCNA , RPA , HMGB1، RFC و دی‌ان‌ای لیگاز I، همراه با عوامل اصلاح‌کننده هیستون و کروماتین.
اصلاح هیستون H3K36me3، نشانهٔ اپی‌ژنتیک کروماتین فعال، توانایی به‌کارگیری کمپلکس MSH2-MSH6 (hMutSα) را دارد. به‌طور مداوم، مناطقی از ژنوم انسان با سطوح بالایی از H3K36me3 جهش‌های کمتری را به دلیل فعالیت MMR جمع می‌کنند.